# Rey Bucanero

Arturo García Ortiz (né le 19 juillet 1974 à Mexico, dans l'État de Mexico) est un catcheur (lutteur professionnel) mexicain qui est actuellement sous contrat au Consejo Mundial de Lucha Libre. Il est connu pour son parcours au sein de cette fédération où il combat sous le nom de Rey Bucanero. Il a été une fois champion du monde des mi-lourds et quatre fois champion par équipe de la CMLL.

## Carrière

### Consejo Mundial de Lucha Libre (1996-...)

#### TRT / TGR
Le 21 juin, il bat El Hijo del Fantasma et remporte le NWA World Historic Light Heavyweight Championship.
Il effectue ensuite une tournée à la New Japan Pro Wrestling durant laquelle il rejoint le Bullet Club, un des clans de cette fédération essentiellement composée de gaijin,. Le 14 septembre, lui et Tama Tonga battent Hiroshi Tanahashi et Jushin Thunder Liger et remportent les CMLL World Tag Team Championship,.
Le 1er novembre, il perd le titre contre Hechicero.

## Palmarès
- Consejo Mundial de Lucha Libre
  - 1 fois CMLL Light Heavyweight Championship[9]
  - 4 fois CMLL World Tag Team Championship avec Último Guerrero (3) et Tama Tonga (1)[9]
  - 1 fois CMLL World Trios Championship avec El Satanico et Emilio Charles Jr.[9]
  - 2 fois NWA World Historic Light Heavyweight Championship[9]
  - Carnaval Incredible Tournament (2000) avec Último Guerrero et Mr. Niebla
  - Copa de Arena Mexico: 1999 avec El Satánico et Último Guerrero[1]
  - Copa Bobby Bonales (2014)
  - International Gran Prix (2006 et 2007)[1]
  - Torneo Gran Alternativa II (1996) – avec Emilio Charles, Jr.[1]
  - Copa de Arena Mexico (1999) -  El Satánico et Último Guerrero[1]
  - Leyenda de Azul (2006)[1]

- International Wrestling Revolution Group
  - Copa Higher Power (1999) – avec Astro Rey Jr., Máscara Mágica, Último Guerrero et El Satánico[1]

- Pro Wrestling Illustrated
  - Classement PWI des 500 meilleurs catcheurs par année[10]

| Année | 1999 | 2000 | 2001 | 2002 | 2003 | 2004 | 2005 | 2006 | 2007 | 2008 | 2009 | 2010 | 2011 | 2012 | 2013-2014 | 2015 |
| ----- | ---- | ---- | ---- | ---- | ---- | ---- | ---- | ---- | ---- | ---- | ---- | ---- | ---- | ---- | --------- | ---- |
| Rang  | 206  | 114  | 166  | 66   | 84   | NC   | 38   | 39   | 127  | 115  | 227  | 260  | NC   | 275  | NC        | 122  |

- Total Nonstop Action Wrestling
  - TNA World X Cup (2008) – avec Volador Jr., Ultimo Guerrero et Averno[1]

- Wrestling Observer Newsletter
  - Best Tag Team of the Decade (2000–2009) – avec Ultimo Guerrero